# Copa América de 1987
A Copa América de 1987, foi a 33° edição do principal torneio sul-americano, foi disputado nos dias 27 de junho a 12 de julho na Argentina, participaram todas as dez seleções sul- americanas.

O Uruguai foi campeão, derrotando na final o Chile, pelo placar de 1-0, se tornando bicampeão da Copa América.

## Estádios
A competição foi realizada em apenas uma sede
| Buenos Aires                | Córdoba                      | Rosário                     | Buenos Aires Córdoba Rosário |
| --------------------------- | ---------------------------- | --------------------------- | ---------------------------- |
| Estádio Monumental de Núñez | Estádio Mario Alberto Kempes | Estádio Gigante de Arroyito | Buenos Aires Córdoba Rosário |
| Capacidade: 72 000          | Capacidade: 46 000           | Capacidade: 42 000          | Buenos Aires Córdoba Rosário |
|                             |                              |                             | Buenos Aires Córdoba Rosário |

## Mascote da Copa América 1987
Gardelito foi o primeiro mascote de uma Copa América, seu nome foi uma homenagem ao cantor de tango Carlos Gardel.

## Seleções participantes
As 10 seleções seguem abaixo:

## Fase de grupos

### Grupo A
| Seleção   | P | J | V | E | D | GP | GC | SG |
| --------- | - | - | - | - | - | -- | -- | -- |
| Argentina | 3 | 2 | 1 | 1 | 0 | 4  | 1  | +3 |
| Peru      | 2 | 2 | 0 | 2 | 0 | 2  | 2  | 0  |
| Equador   | 1 | 2 | 0 | 1 | 1 | 1  | 4  | –3 |

| 27 de junho 15:00 | Argentina    | 1 – 1  | Peru      | Estádio Monumental de Núñez, Buenos Aires        |
|                   | Maradona 48' | Resumo | Reyna 59' | Público: 40 000 Árbitro: COL Armando Pérez Hoyos |

| 2 de julho 19:00 | Argentina                              | 3 – 0  | Equador | Estádio Monumental de Núñez, Buenos Aires         |
|                  | Caniggia 50' · Maradona 67' (pen), 85' | Resumo |         | Público: 30 000 Árbitro: BRA Romualdo Arppi Filho |

| 4 de julho 15:00 | Peru        | 1 – 1  | Equador  | Estádio Monumental de Núñez, Buenos Aires     |
|                  | la Rosa 87' | Resumo | Cuvi 72' | Público: 10 000 Árbitro: PAR Asterio Martínez |

### Grupo B
| Seleção   | P | J | V | E | D | GP | GC | SG |
| --------- | - | - | - | - | - | -- | -- | -- |
| Chile     | 4 | 2 | 2 | 0 | 0 | 7  | 1  | +6 |
| Brasil    | 2 | 2 | 1 | 0 | 1 | 5  | 4  | +1 |
| Venezuela | 0 | 2 | 0 | 0 | 2 | 1  | 8  | –7 |

| 28 de junho 15:00 | Brasil                                                                          | 5 – 0  | Venezuela | Estádio Mario Alberto Kempes, Córdoba    |
|                   | Edu Marangon 33' · Morović 39' (g.c.) · Careca 66' · Nelsinho 72' · Romário 89' | Resumo |           | Público: 8 000 Árbitro: ECU Elias Jacome |

| 30 de junho 19:00 | Chile                                      | 3 – 1  | Venezuela        | Estádio Mario Alberto Kempes, Córdoba      |
|                   | Letelier 17' · Contreras 70' · Salgado 83' | Resumo | Acosta 24' (pen) | Público: 5 000 Árbitro: BOL Luis Barrancos |

| 3 de julho 21:30 | Chile                              | 4 – 0  | Brasil | Estádio Mario Alberto Kempes, Córdoba        |
|                  | Basay 41', 68' · Letelier 48', 75' | Resumo |        | Público: 15 000 Árbitro: URU Juan Cardellino |

### Grupo C
| Seleção  | P | J | V | E | D | GP | GC | SG |
| -------- | - | - | - | - | - | -- | -- | -- |
| Colômbia | 4 | 2 | 2 | 0 | 0 | 5  | 0  | +5 |
| Bolívia  | 1 | 2 | 0 | 1 | 1 | 0  | 2  | –2 |
| Paraguai | 1 | 2 | 0 | 1 | 1 | 0  | 3  | –3 |

| 28 de junho 19:00 | Paraguai | 0 – 0  | Bolívia | Estádio Gigante de Arroyito, Rosario     |
|                   |          | Resumo |         | Público: 5 000 Árbitro: PER Enrique Labó |

| 1 de julho 19:00 | Colômbia                     | 2 – 0  | Bolívia | Estádio Gigante de Arroyito, Rosario      |
|                  | Valderrama 34' · Iguarán 89' | Resumo |         | Público: 5 000 Árbitro: CHI Gaston Castro |

| 5 de julho 19:00 | Colômbia             | 3 – 0  | Paraguai | Estádio Gigante de Arroyito, Rosario            |
|                  | Iguarán 8', 34', 50' | Resumo |          | Público: 10 000 Árbitro: ARG Francisco Lamolina |

## Fase final
|  | Semifinais                | Semifinais                |   |                            | Final                      | Final |  |
|  |                           |                           |   |                            |                            |       |  |
|  | 8 de julho – Córdoba      |                           |   |                            |                            |       |  |
|  | Colômbia                  | 1                         |   |                            |                            |       |  |
|  | Chile (pro)               | 2                         |   |                            |                            |       |  |
|  |                           |                           |   |                            |                            |       |  |
|  |                           |                           |   |                            | 12 de julho – Buenos Aires |       |  |
|  |                           |                           |   |                            | Uruguai                    | 1     |  |
|  |                           | Chile                     | 0 |                            |                            |       |  |
|  |                           |                           |   |                            |                            |       |  |
|  |                           |                           |   |                            |                            |       |  |
|  |                           |                           |   |                            | Terceiro lugar             |       |  |
|  | 9 de julho – Buenos Aires | 9 de julho – Buenos Aires |   | 11 de julho – Buenos Aires | 11 de julho – Buenos Aires |       |  |
|  | Uruguai                   | 1                         |   | Colômbia                   | 2                          |       |  |
|  | Argentina                 | 0                         |   |                            | Argentina                  | 1     |  |

### Semifinal
| 8 de julho 21:30 | Chile                    | 2 – 1 (pro) | Colômbia         | Estádio Mario Alberto Kempes, Córdoba             |
|                  | Astengo 106' · Vera 108' | Relatório   | Redín 103' (pen) | Público: 10 000 Árbitro: BRA Romualdo Arppi Filho |

| 9 de julho 15:00 | Argentina | 0 – 1  | Uruguai       | Estádio Monumental de Núñez, Buenos Aires |
|                  |           | Resumo | Alzamendi 43' | Público: 75 000 Árbitro: ECU Elias Jacome |

### Terceiro lugar
| 11 de julho 15:00 | Colômbia               | 2 – 1     | Argentina    | Estádio Monumental de Núñez, Buenos Aires    |
|                   | Gómez 8' · Galeano 27' | Relatório | Caniggia 86' | Público: 15 000 Árbitro: VEN Bernardo Corujo |

### Final
| 12 de julho 15:00 | Uruguai        | 1 – 0     | Chile | Estádio Monumental de Núñez, Buenos Aires         |
|                   | Bengoechea 56' | Relatório |       | Público: 35 000 Árbitro: BRA Romualdo Arppi Filho |

## Campeão
| Copa América 1987            |
| Uruguai                      |
| ---------------------------- |
| URUGUAI Campeão (13º título) |